# Węgrowa
Węgrowa (niem. Wegersdorf) – przysiółek wsi Bukowina Sycowska w Polsce, położona w województwie dolnośląskim, w powiecie oleśnickim, w gminie Międzybórz.
Leży na południowy wschód od centrum Bukowiny Sycowskiej, bliżej do wsi Oska Piła.
Dawniej Węgrowa stanowiła gromadę w gminie Międzybórz w powiecie sycowskim.
W latach 1975–1998 Węgrowa administracyjnie należała do województwa kaliskiego.